# Hieronyma clusioides
L'Hieronyma clusioides és una espècie de planta de la família Phyllanthaceae, que es va separar recentment de la família Euphorbiaceae. És endèmica a Puerto Rico. És coneguda localment com a Cedro Macho.